# Abdelkader ibn Muhieddine
« Émir Abdelkader » redirige ici. Pour les autres significations, voir Émir Abdelkader (homonymie).
Abdelkader ibn Muhieddine (en arabe : عبد القادر بن محي الدين (ʿAbd al-Qādir ibn Muḥyiddīn)), connu comme l'émir Abd el-kader ou Abdelkader El Djezairi (Abdelkader l'Algérien), né le 6 septembre 1808 à El Guettana, en régence d'Alger, et mort le 26 mai 1883 à Damas, dans l'Empire ottoman au vilayet de Syrie, est un émir, chef religieux et militaire algérien qui mène une lutte contre la conquête de l'Algérie par la France au milieu du XIXe siècle.
Savant musulman, il se retrouve de façon inattendue à mener une campagne militaire. Il constitue un groupement de populations de l'ouest algérien qui, pendant de nombreuses années, résistent avec succès contre l'une des armées les plus avancées d'Europe. Son respect constant pour ce qu'on appelle désormais les droits de l'homme, surtout concernant ses opposants chrétiens, suscite une admiration généralisée. Son intervention cruciale pour sauver la communauté chrétienne de Damas d'un massacre en 1860 lui amène des honneurs et récompenses du monde entier. En Algérie, ses efforts pour unifier le pays contre les envahisseurs extérieurs le voient salué et qualifié de « Jugurtha moderne », et sa capacité à combiner autorité religieuse et politique le conduit à être acclamé comme « prince parmi les saints, et saint parmi les princes ».

## Nom
Le nom Abdelkader est parfois translittéré « 'Abd al-Qadir », « Abd al-Kader », « Abdul Kader » ou d'autres variantes. Il est souvent désigné simplement comme l'émir Abdelkader (puisque El Djazaïri veut dire « l'Algérien »). « Ibn Mahieddine » signifie « fils de Mahieddine » (prénom de son père) et « El-Hasani » invoque sa descendance d'al-Hassan ibn Ali, le petit-fils de Mahomet. On lui donne souvent, aussi le titre d'émir, signifiant « prince ». C'est durant son exil syrien que lui fut attribué le patronyme Djazaïri et a été transmis à ses descendants notamment Driss Djazaïri (1936-2020), un de ses arrière-petits-fils qui fut ambassadeur d'Algérie aux États-Unis d'Amérique,.

## Biographie

### Origines familiales

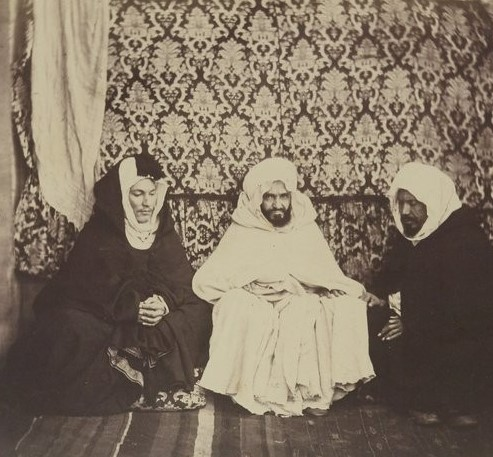
Frères d'Abd-el-Kader dans les années 1850.

Abdelkader naît près de la ville de Mascara en 1808, d'une famille de l'aristocratie religieuse, maraboutique et chérifienne (descendante du prophète par sa fille Fatima).  Cette ascendance semble cependant bien authentique et attestée par des documents écrits consultés par Léon Roches. Selon les sources familiales, il tient cette dignité de ses origines de la Seguia el-Hamra, région d'où proviennent l'essentiel des familles de shurafa. Cette parenté fait de lui un descendant des Idrissides. Les annales de sa famille ont gardé le souvenir d'un ancêtre Abd el Kaoui, qui régna sur Tiaret et Tagdemt. Abdelkader est le fils de Mohieddine, qui est le fils de Mostéfa, fils de Mohammed El-Moudjahed, qui à son tour est le fils d'El-Mokhtar, fils d'Abd-El-Kader. Mohammed El-Moudjahed était un grand moudjahid et a été enterré dans la région de Béni Amer. Cependant, sa famille souhaitait que ses restes soient transférés sur la terre de ses ancêtres à Ghriss. Malgré leur demande, les Béni Amer, qui le considéraient comme un saint révéré, ont refusé de déplacer son corps. Son ancêtre Abd-El-Kader, connu sous le nom de Sidi Kada, était une figure érudite qui s'est installée dans la plaine de Ghriss vers 1640. Son mausolée demeure l'un des sites religieux les plus fréquentés de la région.
Abdelkader n'est pas qu'un chérif, mais également un imam de la confrérie de la Qadiriyya. Son prénom, fréquent dans son arbre généalogique, est un hommage à Abdelkader el Jilani, fondateur de la confrérie au XIe siècle à Bagdad. Le prestige de l'émir repose sur une filiation revendiquée au fondateur de cette confrérie et donc à la fois au fondateur d'une confrérie et à sa lignée de chérif. Une généalogie alternative possédée par sa famille le fait descendre directement de Abdelkader el Jilani. La tribu Hachem à laquelle appartient la famille de l'émir d'origine berbère, Zénète, laisserait planer un doute sur l'authenticité chérifienne de l'émir. Cette contradiction peut être expliquée par le fait que des familles chérifiennes furent implantées de tout temps parmi les Sanhadjas et les Zénètes pour enseigner l'islam ou comme résidents, ce qui semble être le cas de sa famille,.

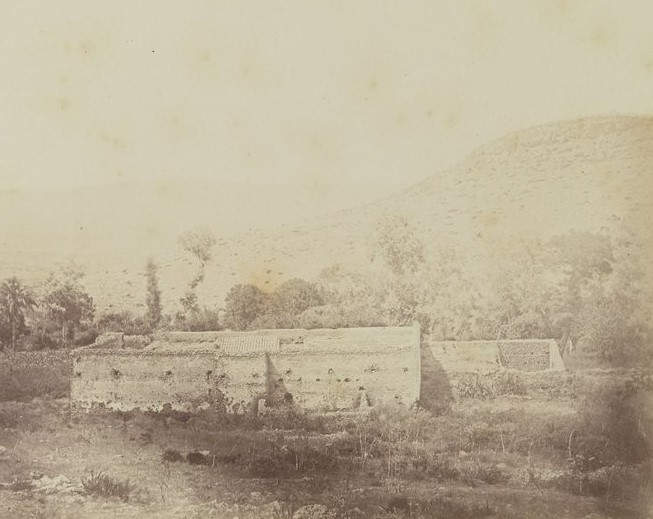
Ruines d'un château dans les années 1850 à Sidi Kada, où Abdelkader a vécu un certain temps.

Son père, Mahieddine al-Hasani, est un mouqaddam dans une institution religieuse affiliée à la confrérie soufie Qadiriyya. Ses connaissances en matière religieuse et sa droiture en font un intermédiaire entre le pouvoir du bey et la population. Sa mère, Lalla Zohra, est la fille de Sidi Omar Bendoukha, mokaddem d'une zaouia de Hammam Bou Hadjar ; elle savait lire et écrire et était savante en religion. Cette famille, réputée chérifienne, vit dans la plaine de Ghriss qui constitue, depuis le XVIIe siècle, un espace culturel et politique riche et actif, dépassant Tlemcen, alors que le bey de l'Ouest s'est installé à Mascara.
Il grandit dans la zaouïa de son père qui, au début du XIXe siècle, est le centre d'une communauté florissante sur les bords de la rivière de l'Oued el Hammam. Comme les autres étudiants, il reçoit une éducation traditionnelle en théologie, jurisprudence et grammaire ; il est dit qu'il savait lire et écrire à l'âge de cinq ans. Enfant doué, Abdelkader réussit à réciter le Coran par cœur à l'âge de 14 ans, recevant ainsi le titre de hafiz. Un an plus tard, il se rend à Oran pour poursuivre ses études. Il rejoint l’école la plus prestigieuse du beylik, celle que tenait Ahmed ben Khodja el Mostaghanmi. Il est un bon orateur et peut émerveiller ses pairs par des poésies ou des diatribes religieuses.

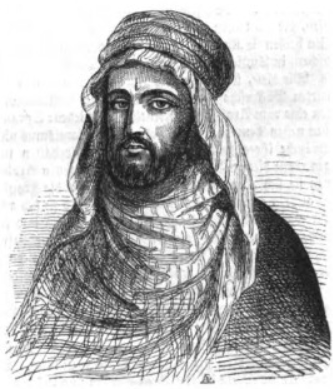
Abdelkader, gravure de 1843.

À l'age de 15 ans, il revient à Guethna pour se marier à sa cousine Kheira bent Boutaleb. Son père le prépare pour le grand voyage vers l'Est. Mais le bey, méfiant, leur interdit de quitter Oran. Abdelkader en profite, durant deux années, pour poursuivre ses études avec son cousin Mustapha ben Thami, fils du mufti de la ville. Ce dernier, avec l'appui de Badra, la femme du bey, et de certains fonctionnaires, réussit à infléchir la position du bey.
En 1825, il part avec son père faire le pèlerinage à La Mecque. Il y rencontre l'imam avar Chamil ; les deux discutent longuement de différents sujets. Il se rend également à Damas et à Bagdad, visite les tombes de musulmans notables, tels que Ibn Arabi et Abdelkader al-Jilani, appelé El-Djilali en Algérie (il sera enterré à côté de sa tombe). Cette expérience structure son enthousiasme religieux. C'est dans cette ville qu’il répondit à une question sur sa généalogie :

« Ne demandez jamais quelle est l’origine d’un homme ; interrogez plutôt sa vie, son courage, ses qualités et vous saurez qui il est. »

Sur le chemin du retour, il est impressionné par les réformes menées par Méhémet Ali en Égypte. Il revient dans sa patrie en 1829.

### Invasion française et résistance

#### Premiers succès (1830-1837)
Au début du XIXe siècle, la régence d'Alger est un pays affaibli. De nombreuses rébellions sont réprimées dans le sang. De même, les relations avec la France sont conflictuelles et, en 1830, Alger est prise par les troupes françaises. La domination coloniale française sur la régence d'Alger supplante l'autorité des deys d'Alger.
Lorsque l'armée française arrive à Oran en janvier 1831, le père d'Abdelkader est chargé de mener une campagne de harcèlement. Mahieddine appelle au jihad, et son fils et lui participent aux premières attaques sous les murs de la ville.

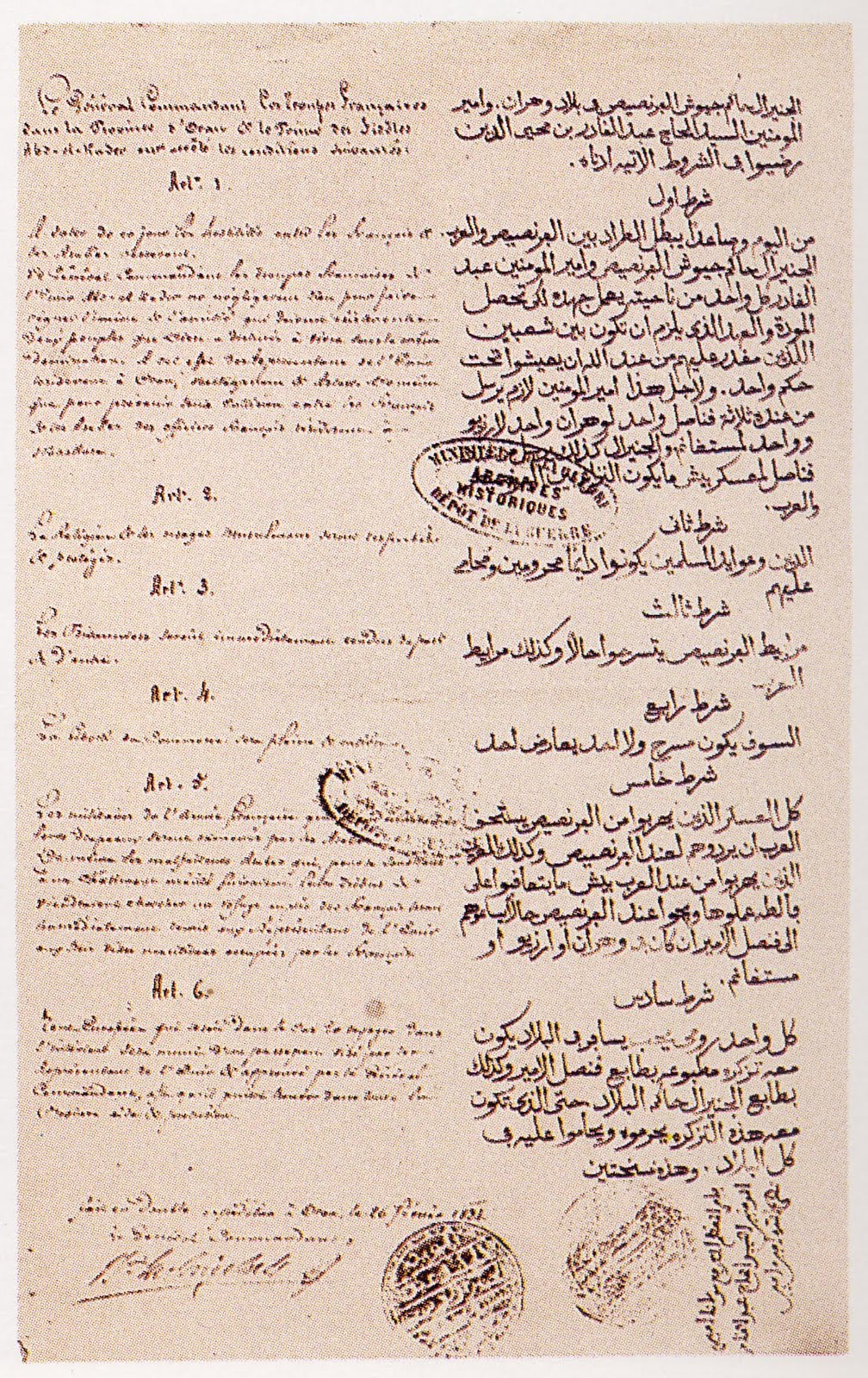
Traité Desmichels conclu à Oran le 26 février 1834 entre la France et Abdelkader.

C'est à ce moment qu'à 23 ans, il apparaît au premier plan. Lors d'une réunion des tribus de l'ouest, le 27 novembre 1832, il est désigné par les tribus comme sultan et Âmir al-Muminin « commandeur des croyants » (à la suite du refus de son père d'occuper ce poste, au motif qu'il est trop vieux). Cette réunion a lieu dans la Plaine de Ghriss. Le titre est confirmé cinq jours plus tard à la grande mosquée de Mascara. Les tribus de l'Ouest répondent de manière contrastée à l'appel du djihad : le vide laissé par la prise d'Alger fait que certaines tribus makhzen et les Kouloughli lui demandent de reconnaître l'autorité des Turcs du Constantinois ; les Maures de Tlemcen privés du Mechouar où sont enfermés les Kouloughli, lui demandent de reconnaître l'autorité du sultan du Maroc alors que les tribus makhzen Douair et Smala, commandées par Moustapha Ben Ismaïl, lui demandent de reconnaître leur convention passée avec la France. Abdelkader accepte toutes les propositions pour se donner le temps de constituer son État mais réprime rapidement les velléités de scission : dès son entrée dans Tlemcen, il change le califat des Maures et fait attaquer la garnison kouloughli. Ce faisant, il se brouille avec Moustapha Ben Ismaïl qui fait appel au Maréchal Clauzel. Le jeune chef se contente du titre d'émir dans ses correspondances avec le sultan du Maroc pour ne pas exciter la jalousie de ce prince duquel il espère un soutien. Paradoxalement, c'est la guerre et la paix qui feront sa renommée, et ses titres d'âmir al-Muminin et de sultan seront confirmés par les traités qui en feront un souverain local incontesté sur une grande partie de l'Algérie, sans même devoir verser de tribut aux Français.
En un an, grâce à une combinaison de raids punitifs et de politique prudente, Abdelkader réussit à unir les tribus de la région et à rétablir la sécurité - sa zone d'influence couvre désormais toute la province d'Oran.
Le général français Louis Alexis Desmichels, commandant en chef, voit en Abdelkader le représentant principal de la région pendant les négociations de paix et, en 1834, il signe le traité Desmichels qui cède presque complètement le contrôle de la province d'Oran à Abdelkader. Pour les Français, c'est une manière d'établir la paix dans la région tout en confinant Abdelkader à l'ouest ; mais son statut de co-signataire contribue beaucoup à son prestige aux yeux des Berbères et des Français.
Utilisant ce traité comme une base de départ, il impose sa domination sur les tribus du Chelif, de Miliana et Médéa. Le haut commandement français, mécontent de ce qu'il considère maintenant comme les termes défavorables du traité de Desmichels, rappelle le général Desmichels et le remplace par le général Trézel, ce qui provoque une reprise des hostilités. Les guerriers tribaux d'Abdelkader rencontrent les forces françaises en juillet 1834 lors de la bataille de la Macta où les Français subissent une défaite inattendue. La France réagit en intensifiant sa campagne de pacification et, sous de nouveaux commandants, les Français remportent plusieurs batailles importantes, dont la bataille de la Sikkak.
En France, la monarchie de Juillet a supplanté la Restauration. Louis-Philippe Ier a succédé à son cousin Charles X, renversé lors des journées des Trois Glorieuses. L'opinion politique Française éprouve des sentiments ambivalents envers l'Algérie et, lorsque le général français Thomas Robert Bugeaud déploie ses troupes dans la région en avril 1837, il est « autorisé à utiliser tous les moyens pour inciter Abd el-Kader à faire des ouvertures de paix. ». Le traité de la Tafna est signé le 30 mai 1837. Ce traité, tout en assurant davantage la domination d'Abdelkader sur les parties intérieures de l'Algérie, confirme la souveraineté de la France sur l'Algérie. Tout en étant soumis à la France, Abdelkader prend ainsi le contrôle de tout Oran et étend son influence à la province voisine de Titteri et au-delà.
Alliés et ennemis de l'époque de la résistance en Algérie, tous relèvent l'importance de l'influence et de la culture philosophique et théologique d'Abdelkader, qui emmène toujours avec lui quelque soient les circonstances une bibliothèque.

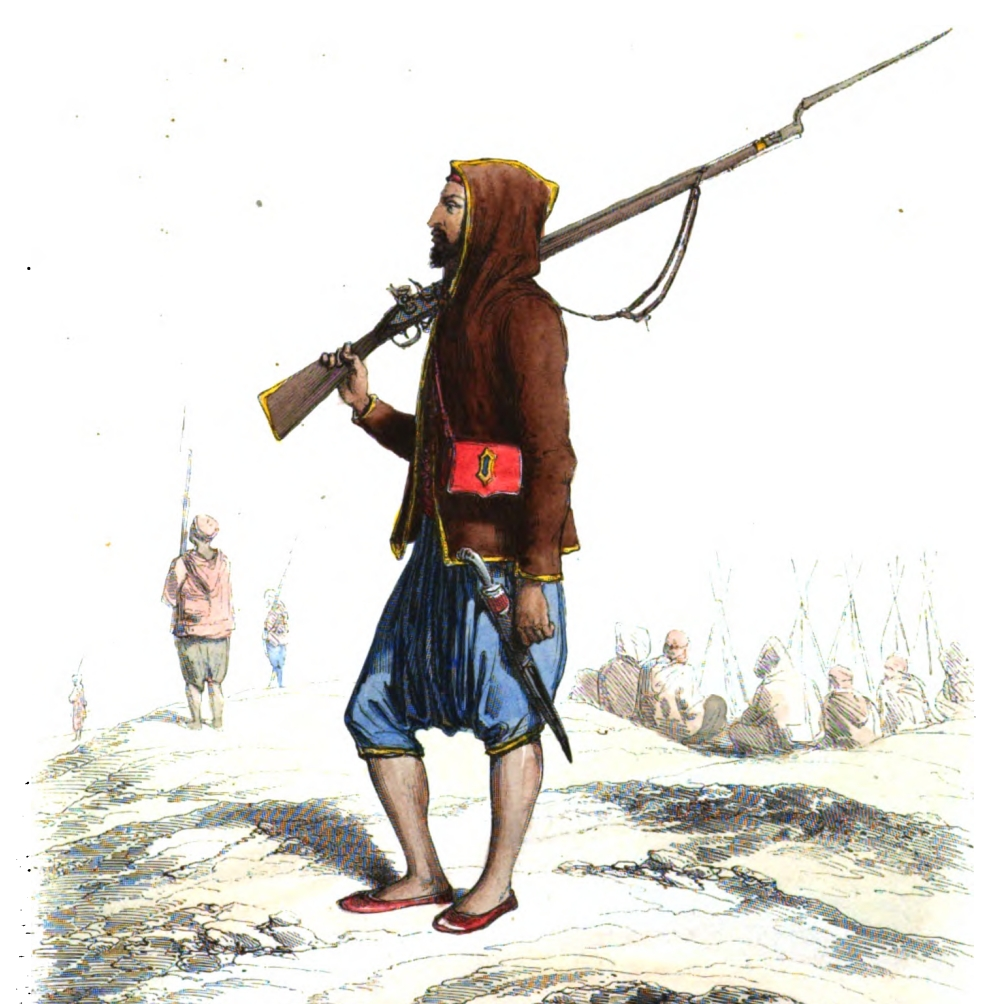
Infanterie régulière d'Abdelkader.
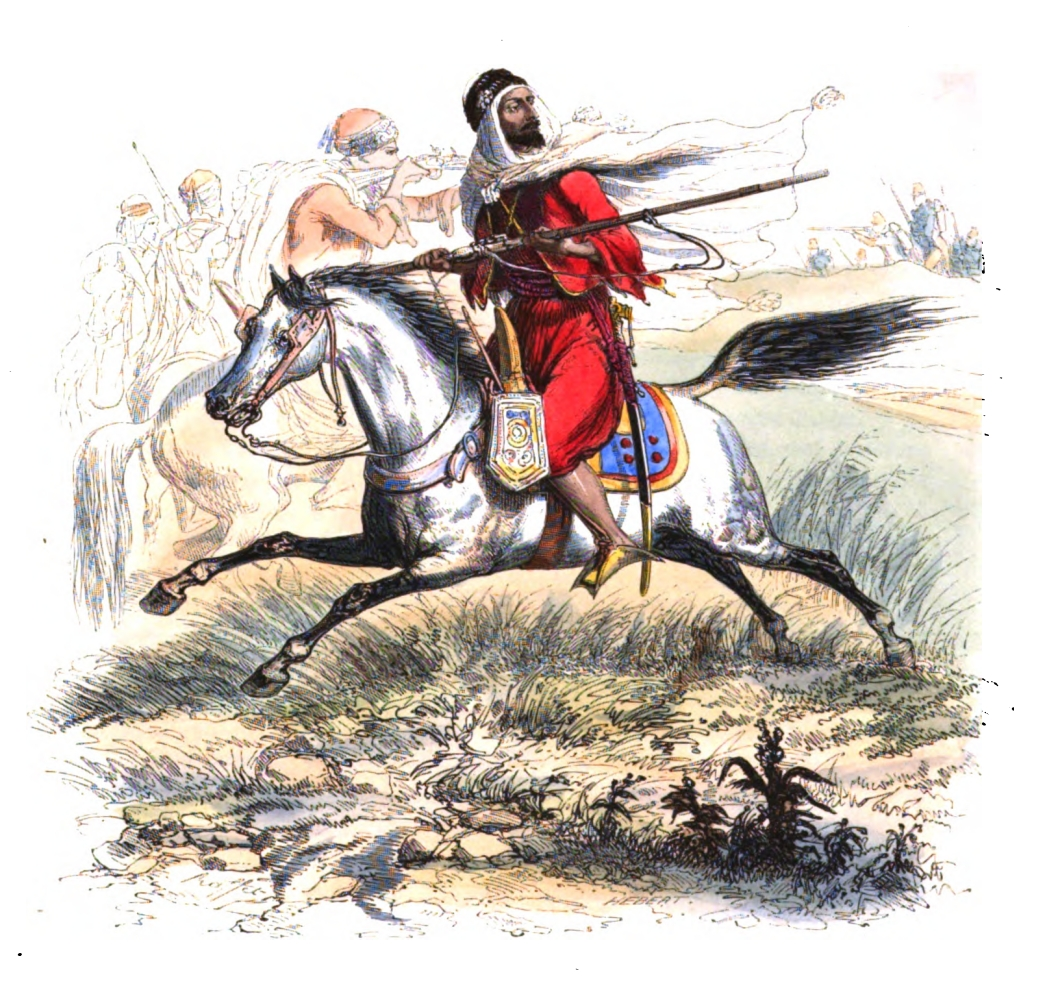
Cavaliers rouges d'Abdelkader.
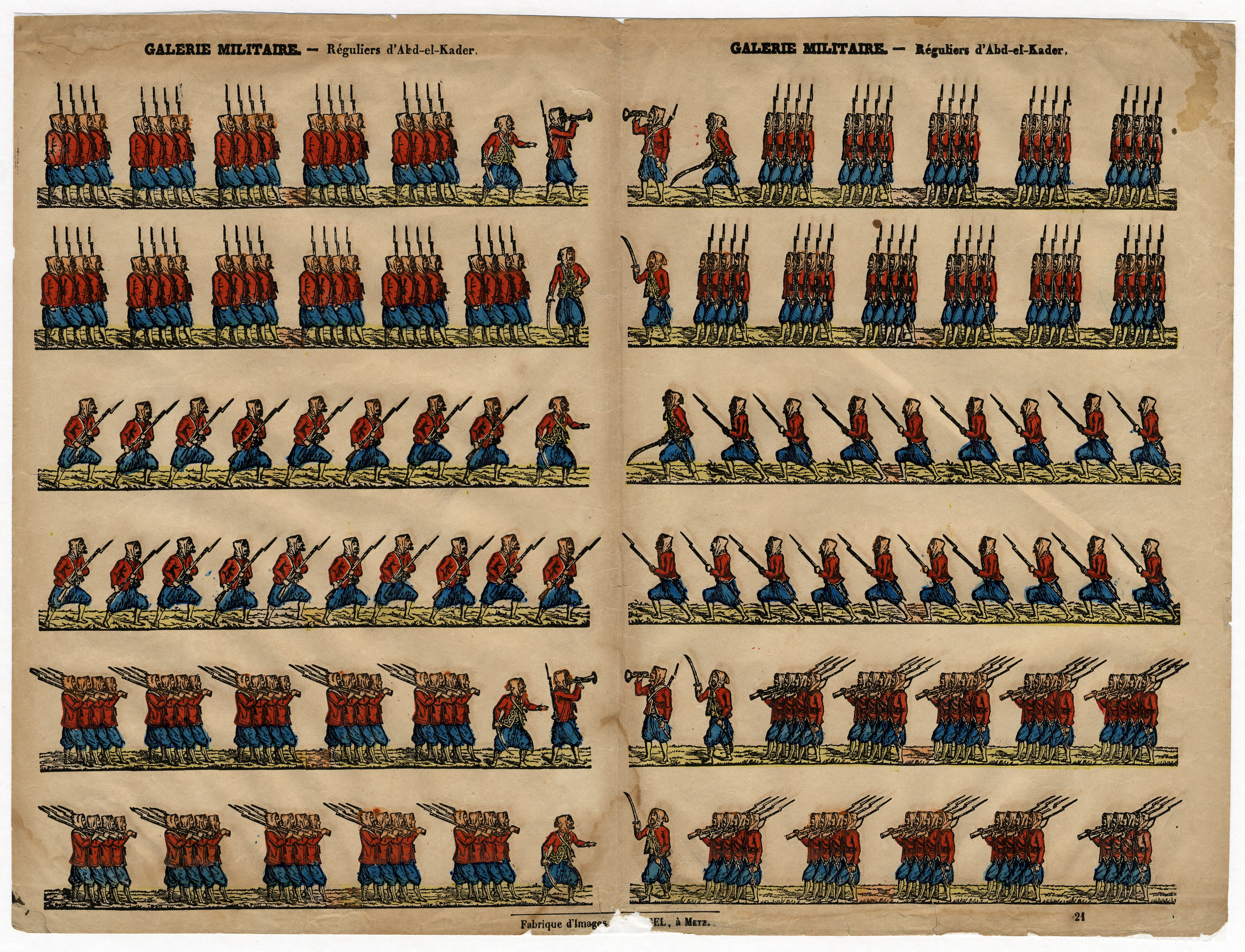
Réguliers d'Abdelkader (1852-58).

#### Nouvel État

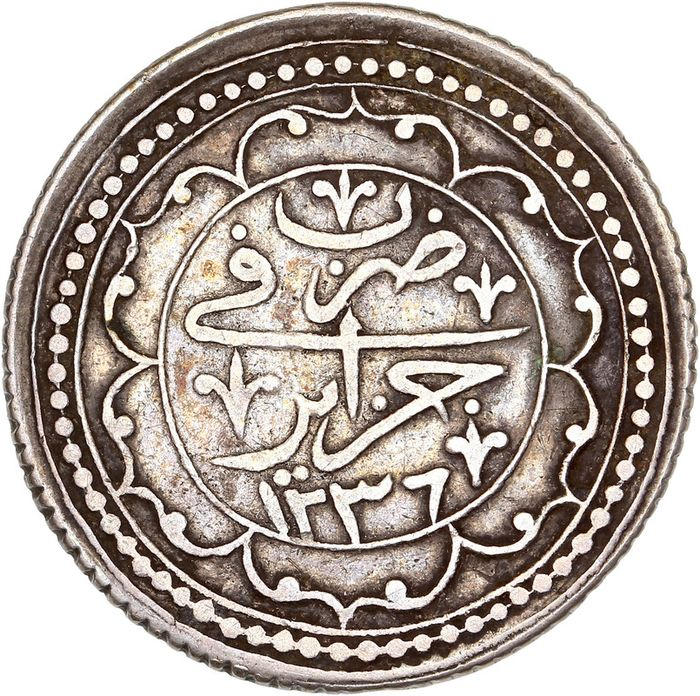
Boudjou algérien.

La période de paix qui suit le traité de la Tafna profite aux deux parties et l'émir Abdelkader en profite pour consolider un nouvel État fonctionnel, avec pour capitale Tagdemt. Il minimise son pouvoir politique, refusant à plusieurs reprises le titre de sultan et s'efforçant de se concentrer sur son autorité spirituelle. L'État qu'il crée est largement théocratique : la plupart des postes d'autorité sont occupés par des membres de l'aristocratie religieuse, le système juridique et administratif qu'il institue s'inspire fortement de la loi coranique, jusqu'à l'unité principale de la monnaie qui est appelée le muhammadiyya (dit « boudjou d'Abdelkader »), d'après le prophète de l'islam.

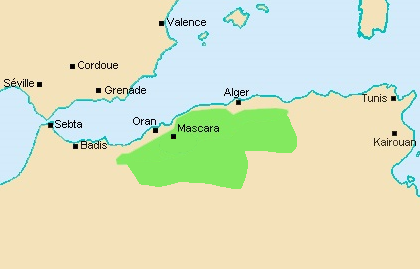
Carte de l'État d'Abdelkader entre 1836 et 1839.

Sa première action militaire est de se déplacer vers le sud dans le Sahara et at-Tijini. Ensuite, il se déplace vers l'Est jusqu'à la vallée du Chelif et du Titteri mais le bey de Constantine, Hadj Ahmed, lui oppose résistance. En d'autres cas, il fait massacrer les Kouloughlis de Zouatna pour avoir soutenu les Français. À la fin de 1838, son règne s'étend à l'Est jusqu'à la Kabylie, au sud jusqu'à Biskra et à la frontière marocaine. Il continue à se battre à Tijini et assiège sa capitale à Aïn Madhi pendant six mois, finissant par la détruire.
Un autre aspect d'Abdelkader qui l'aide à diriger son État naissant est sa capacité à trouver et à utiliser de bons talents, indépendamment de leur nationalité et de leur religion. Il emploie des Juifs et des chrétiens sur le chemin de la construction de sa nation, dont le diplomate Léon Roches. Son approche militaire est d'avoir une troupe permanente de 2 000 hommes soutenue par des volontaires des tribus locales. Il place dans les villes de l'intérieur des arsenaux, des entrepôts et des ateliers où il stocke des objets à vendre pour les achats d'armes venant d'Angleterre. Grâce à sa vie frugale (il vit dans une tente), il enseigne à son peuple la nécessité de l'austérité et à travers l'éducation, il leur enseigne des concepts tels que la nationalité et l'indépendance.

#### Fin de la nation

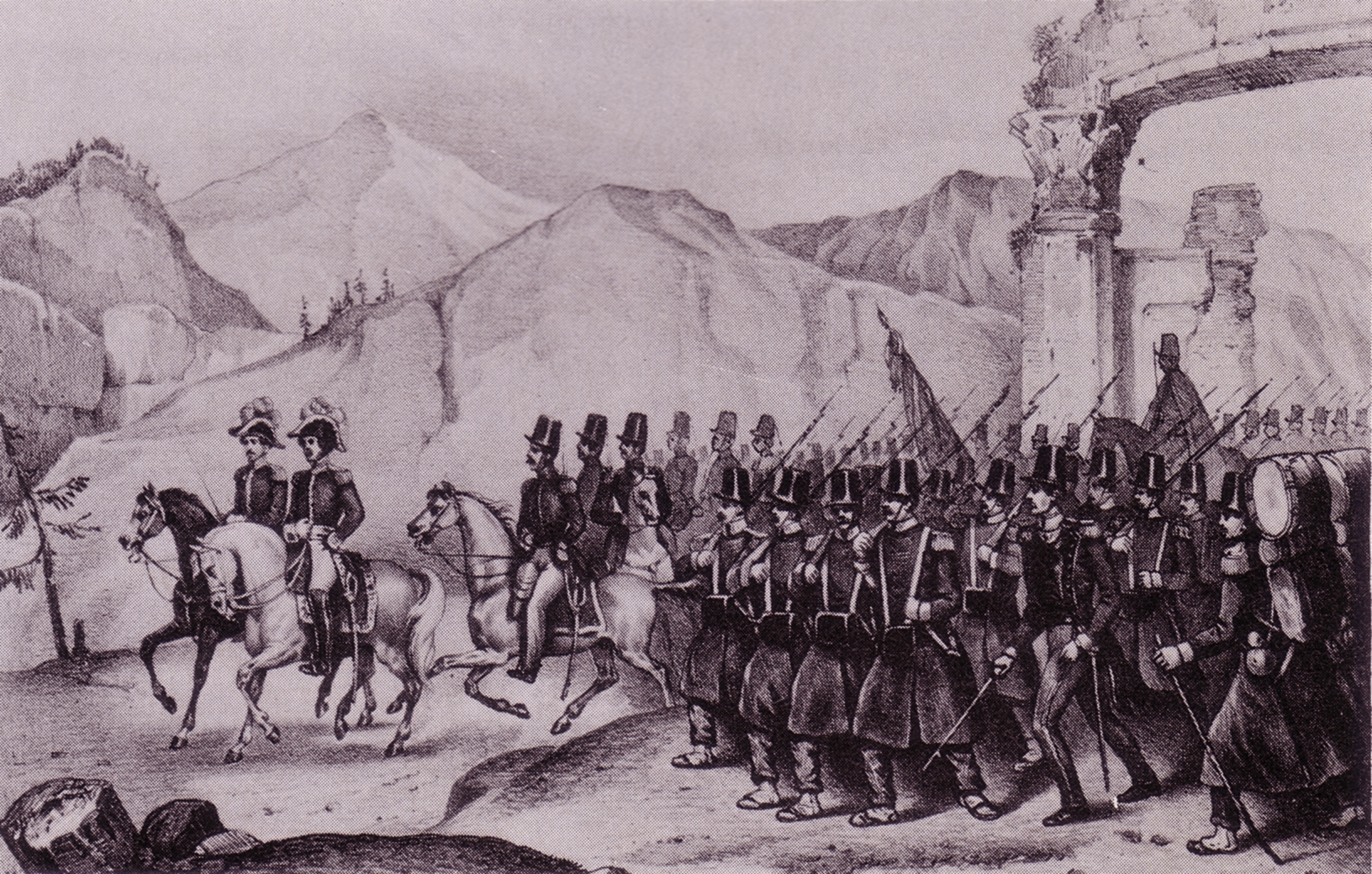
Peinture de l'expédition des portes de fer, en Kabylie.

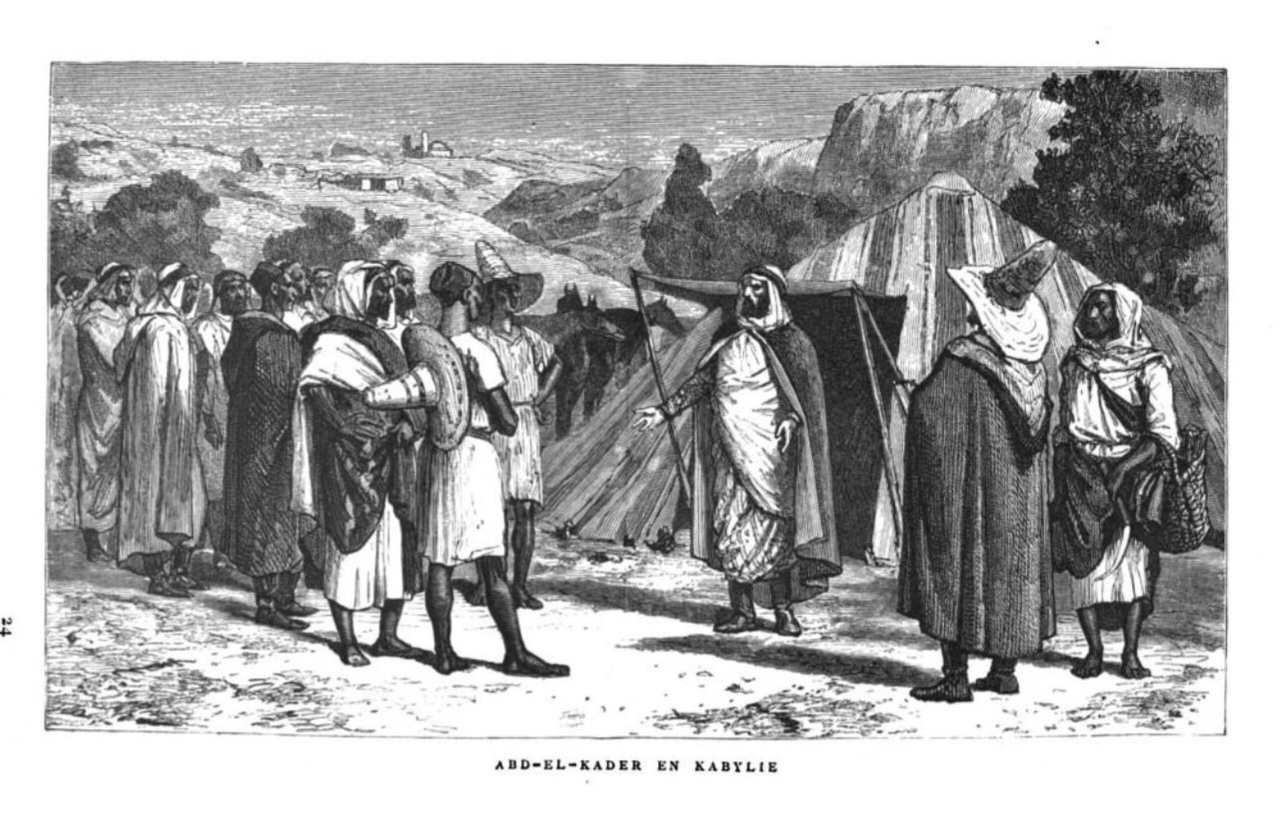
L'émir Abdel-kader en Kabylie.

La paix prend fin lorsque le duc d'Orléans, héritier du trône, ignorant les termes du traité de la Tafna, dirige une force expéditionnaire qui franchit les portes de fer. Le 15 octobre 1839, Abdelkader attaque les Français alors qu'ils colonisent les plaines de la Mitidja et les met en déroute. En réponse, les Français lui déclarent officiellement la guerre le 18 novembre 1839. Les combats s'embourbent jusqu'à ce que le général Thomas Robert Bugeaud retourne en Algérie, cette fois en tant que gouverneur général, en février 1841. Abdelkader est initialement encouragé en entendant que Bugeaud, le promoteur du Traité de la Tafna, revient. Mais cette fois, la tactique de Bugeaud est radicalement différente ; son approche est celle de l'annihilation, avec la conquête de l'Algérie comme finalité.

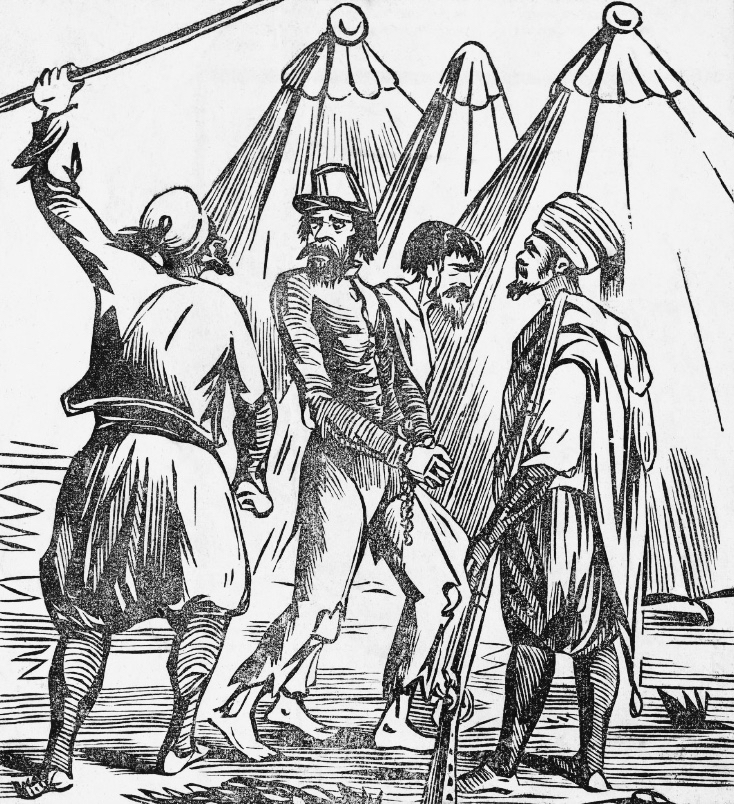
Captivité du trompette Escoffier et de ses camarades Briant et Wolff chez Abdelkader en 1843, estampe de 1870.

Abdelkader pratique une guérilla efficace et, jusqu'en 1842, remporte de nombreuses batailles. Il signe souvent des trêves tactiques avec les Français. Sa base de pouvoir est dans la partie occidentale de l'Algérie, où il réussit à unir les tribus contre les Français.
Il est reconnu pour sa chevalerie. Par exemple, il libère ses captifs français simplement parce qu'il n'a pas assez de vivres pour pouvoir les nourrir. Au cours de cette période, Abdelkader fait preuve de leadership politique et militaire et agit comme un administrateur compétent et un orateur persuasif. Sa foi fervente dans les doctrines de l'Islam est incontestée[réf. nécessaire].
Le maréchal Bugeaud n'a de cesse de poursuivre Abdelkader, dont il prend la capitale, Mascara, en 1841.

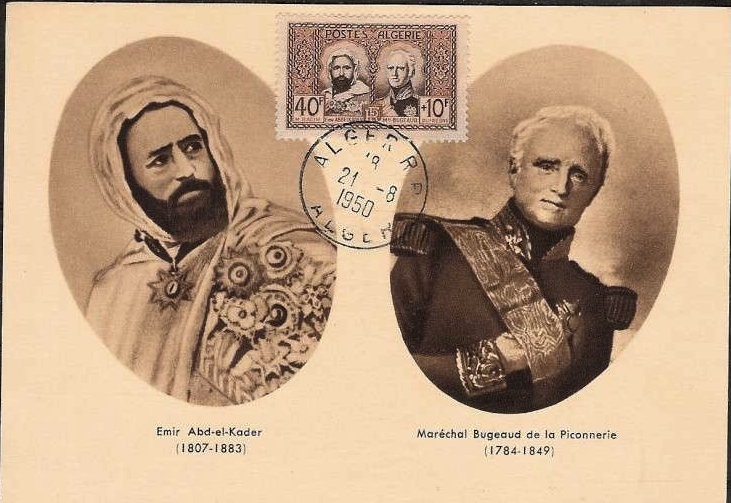
Carte et timbre en l'honneur d'Abdelkader et Bugeaud, 1950.

La résistance d'Abdelkader est réprimée par le maréchal Bugeaud, qui s'adapte à la tactique de guérilla. Si Abdelkader frappe vite et disparaît dans le terrain avec l'infanterie légère, les Français augmentent leur mobilité. Les armées françaises répriment brutalement la population indigène et pratiquent la politique de la terre brûlée.
En 1841, ses fortifications presque détruites, Abdelkader est forcé d'errer à l'intérieur d'Oran. En 1842, il perd le contrôle de Tlemcen et ses lignes de communication avec le Maroc ne sont pas efficaces.

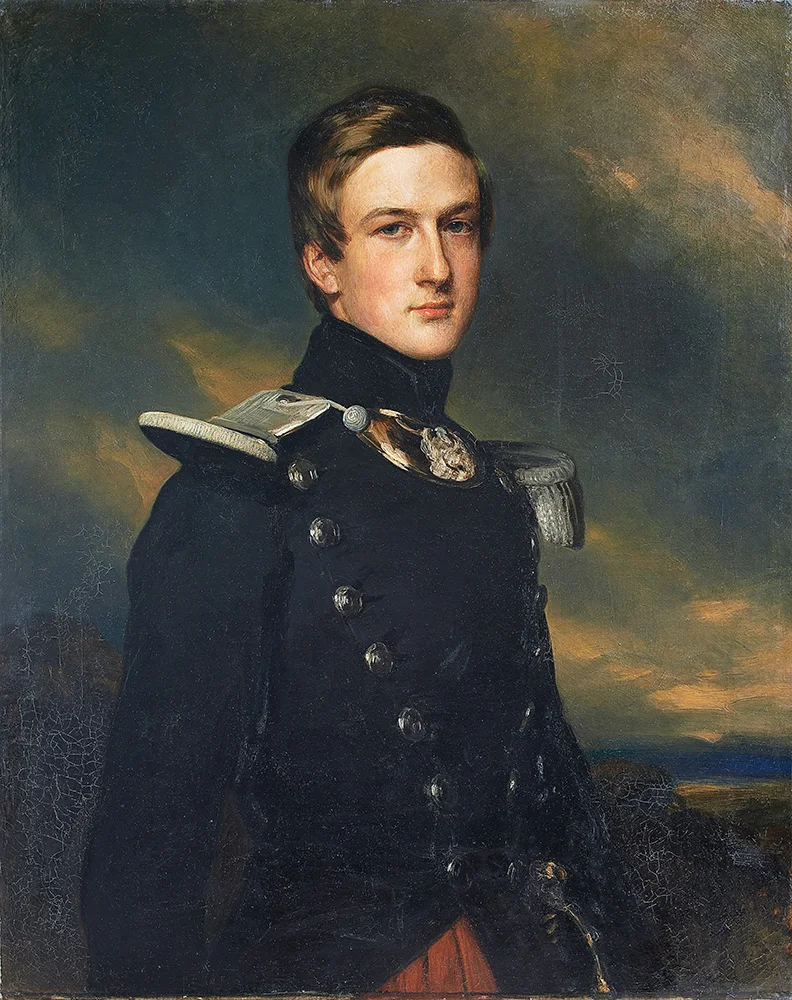
Le duc d'Aumale (1840).

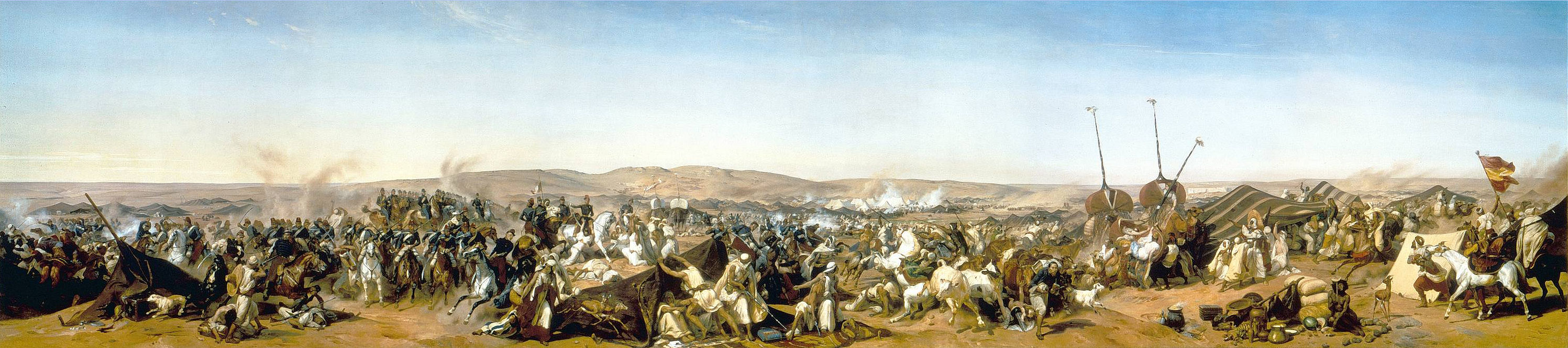
Prise de la smalah d'Abd-el-Kader à Taguin, 16 mai 1843
Horace Vernet, 1844.
Commande du roi Louis-Philippe.

La capitale ambulante de l'émir, sa " smalah ", est surprise le 16 mai 1843, à Taguin, par le duc d'Aumale, l'un des fils cadets du roi Louis-Philippe.
Abdelkader réussit à passer la frontière du Maroc pour un sursis mais les Français battent les Marocains à la bataille d'Isly. Il quitte le Maroc et continue le combat contre les Français, en prenant Sidi Brahim, à la bataille de Sidi-Brahim en septembre 1845. En 1846, il opère sa jonction avec les Kabyles et n'est repoussé vers le Maroc qu'avec de grandes difficultés.

#### Capitulation

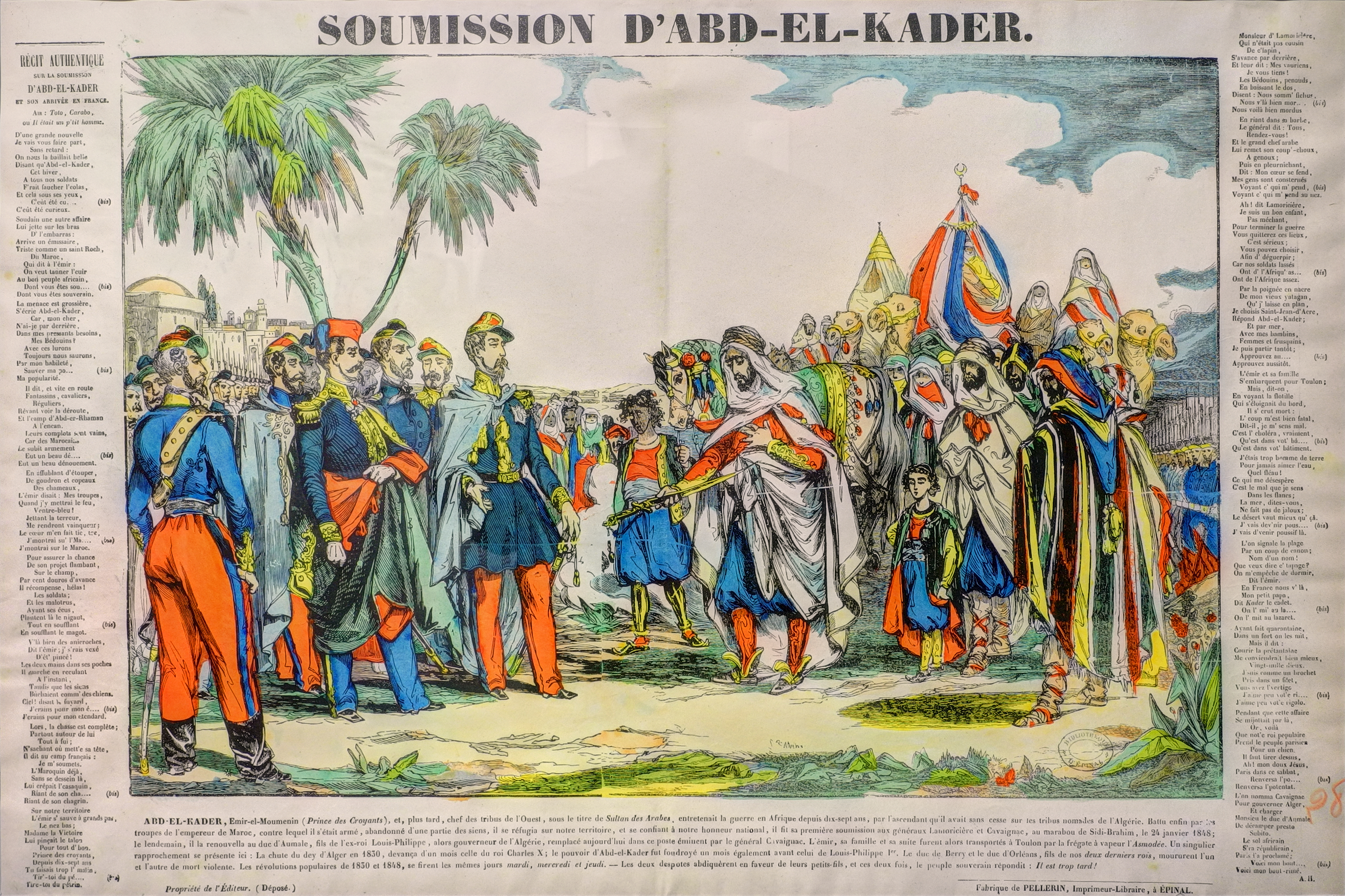
Représentation artistique de la capitulation d'Abdelkader en 1847.

Abdelkader est en fin de compte contraint de se rendre. Son échec à obtenir le soutien des tribus de l'Est, à l'exception des Berbères de l'ouest de la Kabylie, contribue à l'étouffement de la rébellion, et un décret d'Abd al-Rahman du Maroc, après le traité de Tanger, bannit l'émir de tout son royaume. Le 21 décembre 1847, Abdelkader se rend au général Louis de Lamoricière en échange de la promesse qu'il sera autorisé à aller à Alexandrie ou à Acre. Il a commenté sa propre reddition avec les mots : « Et Dieu défait ce que ma main a fait » (bien que cela soit probablement apocryphe). Sa demande est acceptée et, deux jours plus tard, sa reddition est rendue officielle au gouverneur général français d'Algérie, Henri d'Orléans, duc d'Aumale, auquel Abdelkader remet symboliquement son cheval de bataille. En fin de compte, cependant, le gouvernement français refuse d'honorer la promesse du général de Lamoricière : Abdelkader est envoyé en France et, au lieu d'être autorisé à être conduit en Orient, est gardé en captivité,.

### Emprisonnement et exil

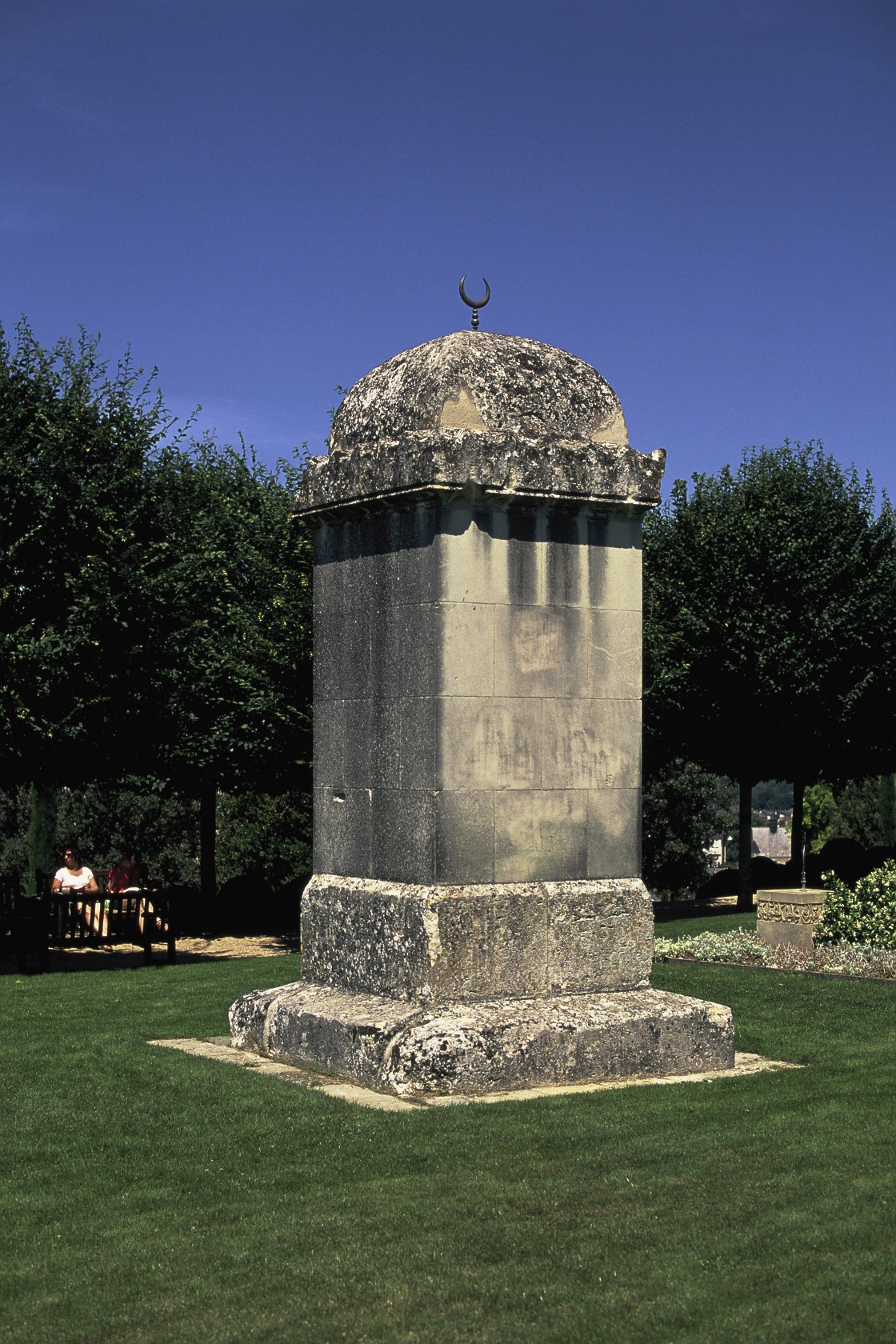
Tombe au château d'Amboise, de 27 membres de la suite d'Abdelkader morts durant son séjour en ce lieu, dont l'une de ses femmes, un de ses frères et deux de ses enfants.

Abdelkader, sa famille et ses fidèles sont détenus en France, d'abord au fort Lamalgue à Toulon, puis au château de Pau. En novembre 1848, ils sont transférés au château d'Amboise.
L'humidité du château conduit à la détérioration de la santé ainsi que du moral de l'émir et de ses partisans. Sa vie devient une cause célèbre dans certains cercles littéraires. Plusieurs personnalités, dont Émile de Girardin et Victor Hugo, demandent plus de précisions sur la situation de l'émir. Le futur premier ministre, Émile Ollivier, mène une campagne d'opinion publique pour sensibiliser le public à son sort. Il y a aussi une pression internationale. George Vane-Tempest, 5e marquis de Londonderry, rend visite à Abdelkader à Amboise et écrit par la suite au président de l'époque, Louis Napoléon Bonaparte (qu'il a connu lors de l'exil de ce dernier en Angleterre), pour faire appel à la libération de l'émir.

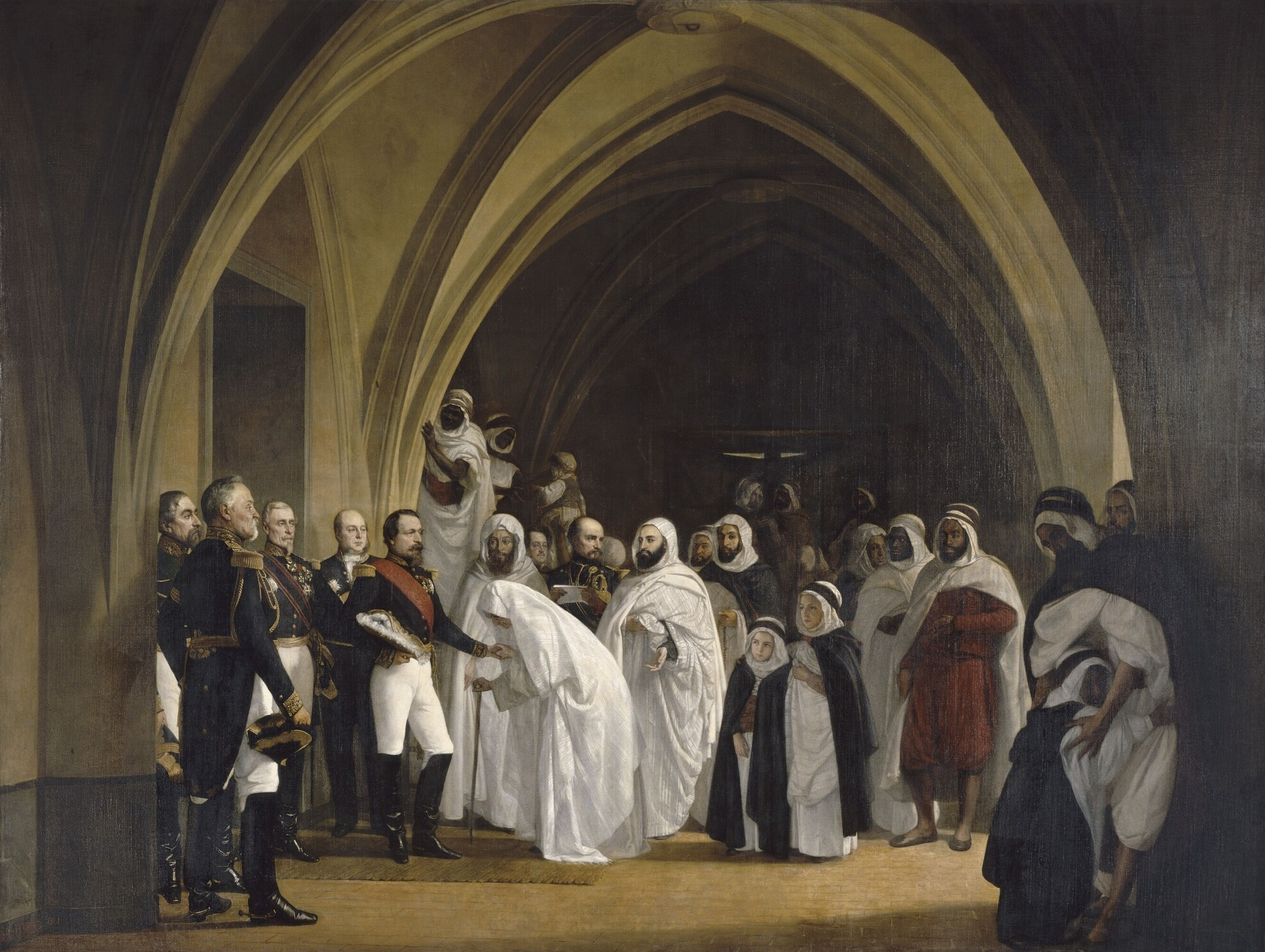
Napoléon III rend la liberté à l'émir Abd el-Kader, tableau par Ange Tissier (1861).

Louis-Napoléon Bonaparte (plus tard l'empereur Napoléon III) est un président relativement nouveau, arrivé au pouvoir à la suite de la révolution de 1848 alors qu'Abdelkader était déjà emprisonné. Il tient à rompre avec plusieurs politiques du régime précédent et la cause d'Abdelkader en fait partie. Finalement, le 16 octobre 1852, il est libéré par le prince-président et reçoit une pension annuelle de 100 000 francs et prête serment de ne plus jamais fomenter de troubles en Algérie.

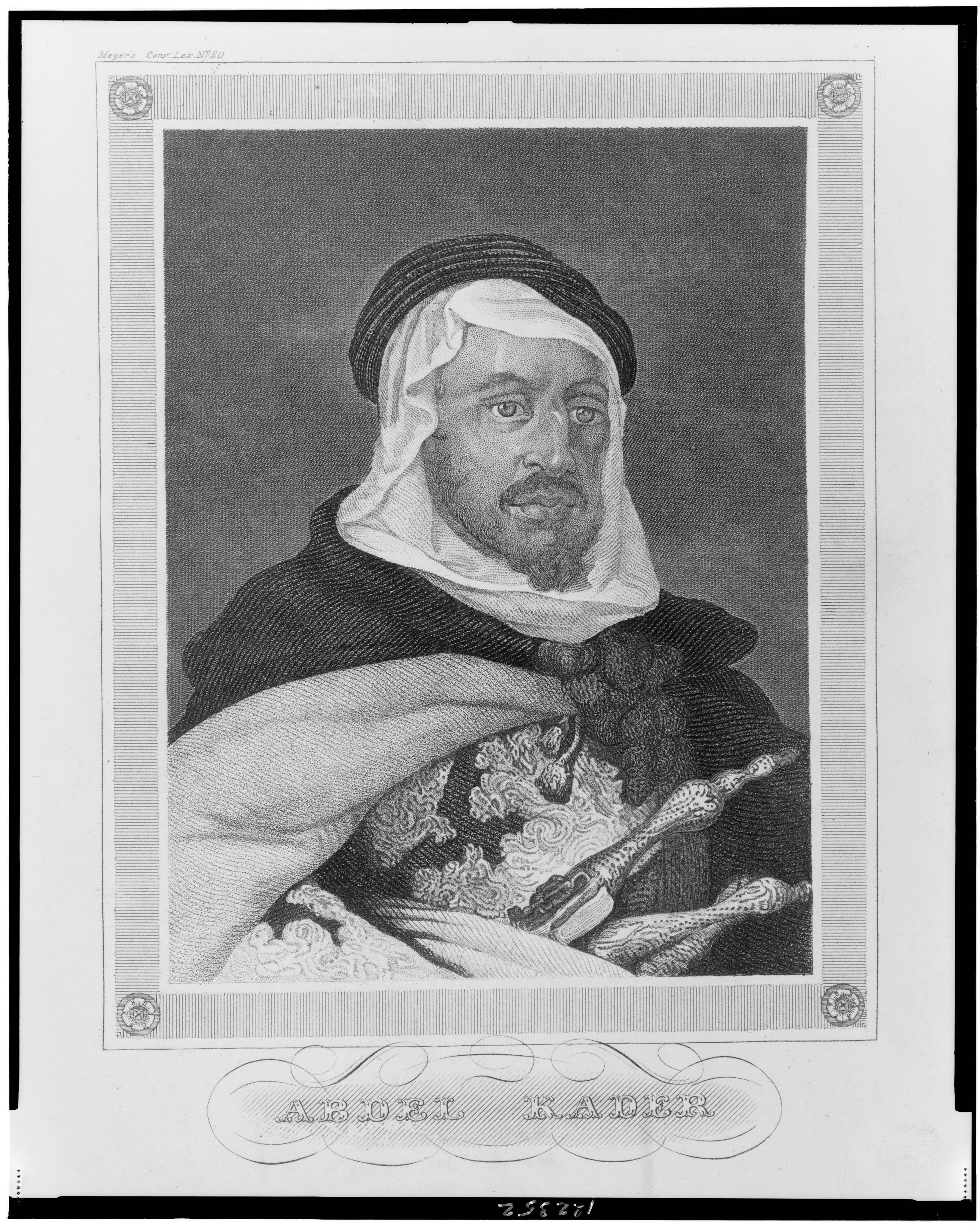
Abdel Kader, gravure de 1850.

Il s'installe alors à Bursa, aujourd'hui en Turquie, et déménage en 1855 dans le district d'Amara à Damas. Cette année-là, il écrit une Épître aux Français, dans laquelle il déclare :

« Les habitants de la France sont devenus un modèle pour tous les hommes dans le domaine des sciences et du savoir. »

Il se consacre de nouveau à la théologie et à la philosophie et compose un traité philosophique dont une traduction française est publiée en 1858 sous le titre de Rappel à l'intelligent. Avis à l'indifférent. Il écrit un article sur le cheval barbe, traitant également de l'origine des Berbères.
Pendant son séjour à Damas, il se lie d'amitié avec Jane Digby, ainsi qu'avec Richard Francis Burton et Isabel Burton. La connaissance du soufisme et les connaissances linguistiques d'Abdelkader lui font gagner le respect et l'amitié de Burton. La femme de ce dernier, Isabel, le décrit comme suit :

« Il s'habille uniquement en blanc … enveloppé dans l'habituel burnous enneigé … si vous le voyez à cheval sans le savoir être Abdelkader, vous le feriez sortir … il a le siège d'un gentleman et d'un soldat. Son esprit est aussi beau que son visage. »

#### Émeutes anti-chrétiennes de 1860

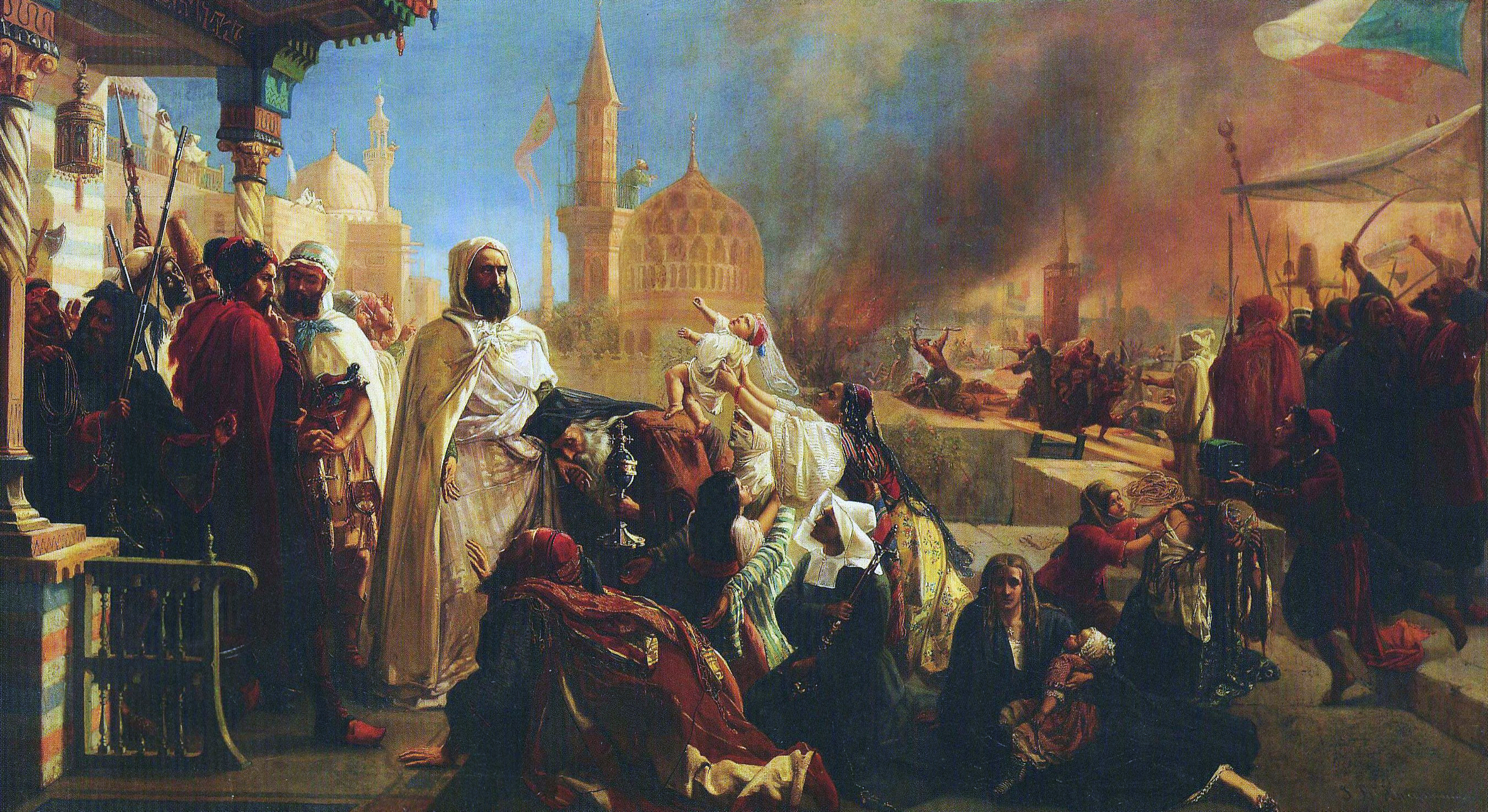
Tableau représentant l'émir Abdelkader, protégeant les chrétiens à Damas en 1860, lors des massacres commis par les Druzes.

En juillet 1860, le conflit entre les Druzes et les maronites du mont Liban s'étend à Damas, et les Druzes locaux attaquent le quartier chrétien, tuant plus de 3 000 personnes. Abdelkader prévient auparavant le consul de France ainsi que le consul de Damas que la violence est imminente. Quand le conflit a finalement éclaté, il abrite un grand nombre de chrétiens, y compris les chefs de plusieurs consulats étrangers ainsi que des groupes religieux tels que les sœurs de la Miséricorde, dans sa maison, en sécurité. Ses fils aînés sont envoyés dans les rues pour offrir à tous les chrétiens un abri contre la menace, sous sa protection, et il est dit par beaucoup de survivants, qu'Abdelkader lui-même a joué un rôle essentiel dans leur sauvetage.

« Nous étions consternés, nous étions tous convaincus que notre dernière heure était arrivée […]. Dans cette attente de la mort, dans ces moments d'angoisse indescriptibles, le ciel nous a envoyé un sauveur ! Abd el-Kader est apparu, entouré de ses Algériens, une quarantaine d'entre eux. Il était à cheval et sans armoiries : sa belle figure calme et imposante contrastait étrangement avec le bruit et le désordre qui régnaient partout. »

— Le Siècle, 2 août 1869.

#### Dernières années
Les rapports publiés en Syrie, alors que les émeutes se sont calmées, soulignent le rôle prééminent d'Abdelkader, suivi d'une reconnaissance internationale considérable.

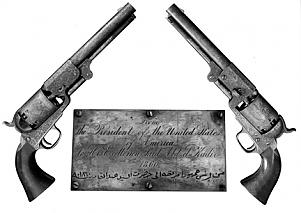
Cadeau d'Abraham Lincoln à l'émir Abdelkader.

Le gouvernement français augmente sa pension à 150 000 francs et lui confère la grand-croix de la légion d'honneur. Il reçoit également la grande croix du Sauveur de la Grèce, récemment libérée de la domination turque, l'ordre de la Médjidié 1re classe de Turquie et l'ordre de Pie IX du Vatican. Abraham Lincoln lui envoie une paire de revolvers incrustés (maintenant exposés dans le musée d'Alger) et la Grande-Bretagne, un fusil de chasse incrusté d'or.
En France, l'épisode représente l'aboutissement d'un revirement remarquable, d'être considéré comme un ennemi de la France durant la première moitié du XIXe siècle et de devenir un « ami de la France » après être intervenu en faveur des chrétiens persécutés,,,,,,.

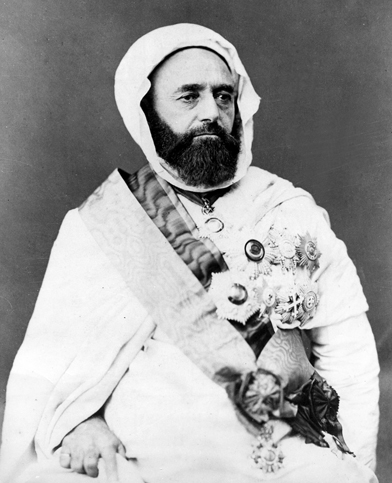
Portrait dAbdelkader par Étienne Carjat en 1865.

Le 18 juin 1864, il est initié à la franc-maçonnerie par la loge « Les pyramides d'Égypte » d'Alexandrie, par délégation de la Loge parisienne « Henri IV »,,.
En 1865, il visite Paris à l'invitation de Napoléon III et est accueilli avec un respect tant officiel que populaire.
Il est invité à l'inauguration du canal de Suez, le 17 novembre 1869, du fait de ses liens avec le vice-roi d'Égypte, Ismaïl Pacha, mais également avec Ferdinand de Lesseps dont il avait été, du côté oriental, l'un des plus actifs et pérennes appuis,.
En 1871, lors de la révolte de Mokrani en Algérie, il renie un de ses fils qui a tenté de soulever les tribus autour de Constantine.
Abdelkader meurt à Damas le 26 mai 1883 et est enterré près du grand soufi Ibn Arabi, à Damas.
Son corps est retrouvé en 1965 et repose aujourd'hui au cimetière d'El Alia, à Alger. Afin de cimenter la cohésion nationale, la famille avait donné l'autorisation de transférer ses restes de Syrie vers l'Algérie à la condition que son arrière-petit-fils Abder Razak Abdelkader, détenu par le gouvernement algérien, soit libéré ; à cet effet, celui-ci est expulsé vers la France. Le transfert des restes de l'émir fait l'objet d'un film, intitulé Poussières de Juillet, réalisé en 1967 par Kateb Yacine et M'hamed Issiakhem, unique collaboration entre ces deux figures de la modernité artistique et littéraire algérienne.

## Héritage et image

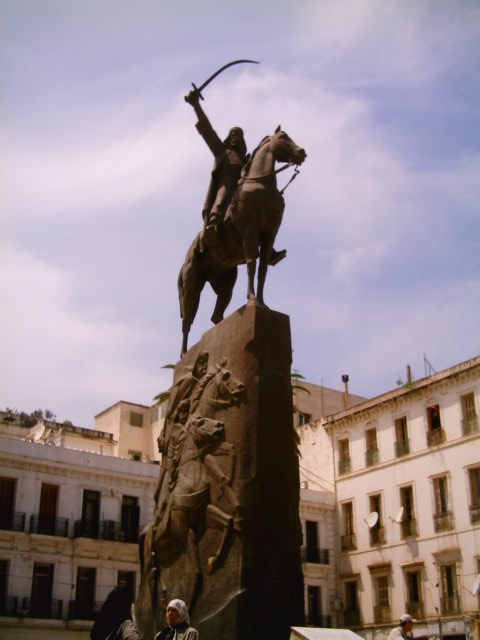
La place de l'Émir-Abdelkader, à Alger.

Dès le début de sa carrière, Abdelkader inspire de l'admiration, non seulement de l'intérieur de l'Algérie, mais aussi des Européens, tout en combattant contre les forces françaises. La « généreuse préoccupation, la tendre sympathie » qu'il montre à ses prisonniers de guerre est « presque sans parallèle dans les annales de la guerre », et il prend soin de respecter la religion privée des captifs. En 1843, le maréchal Soult déclare qu'Abdelkader est l'un des trois grands hommes vivants sur terre ; les deux autres, l'Imam Shamil et Méhémet Ali d'Égypte, sont aussi musulmans. Il est respecté comme l'un des plus grands de son peuple.
Abd el-Kader fait l’objet d’une véritable construction mythologique au cours du XIXe siècle, en particulier en France. Celle-ci s’observe dans les représentations des artistes au cours de ce siècle. Même si les significations attribuées à Abd el-Kader évoluent en fonction de l’époque, il est le seul chef indigène ainsi valorisé.

### Iconographie et représentations
À partir de 1843, les représentations et descriptions d'Abd el-Kader sont moins fantaisistes et insistent sur la noblesse du personnage, dont les valeurs (distinction, sobriété, piété…) participent à la mise en place d'un portrait valorisant qui s’inscrit dans la tradition ancienne de reconnaître un caractère chevaleresque à l’adversaire oriental. Ainsi, Abd el-Kader est déjà une « légende » lors de sa reddition en 1847. Les représentations de l'épisode louent donc conjointement la victoire de la France et la dignité du vaincu. À la fin de la monarchie de Juillet, l’émir possède une grande renommée et une « extrême popularité ».
Popularité qui se conservera après la chute de la monarchie. Lorsque le prince président le libère en 1852 lors de sa rencontre à St Cloud, il est « l’idole de Paris ». C’est à ce contexte qu’appartiennent le tableau Napoléon, prince-président, recevant l'émir Abd-el-Kader au palais de Saint-Cloud de Gide et le relief L’empereur reçoit Abd el-Kader au palais de Saint Cloud de Carpeaux, inspiré de la Mort du Général Marceau par Lemaire. Cette œuvre a pour but de montrer qu’à la différence de la monarchie qui emprisonne, Napoléon III libère. L’œuvre rappelle Les Pestiférés de Jaffa et l’attitude des personnages inscrit cette scène dans la tradition du roi thaumaturge.
L’épisode de la protection des chrétiens de Damas renforce son image, et il est présenté comme un parallèle de Napoléon, deux empereurs vaincus. Son image a une dimension religieuse à l'époque. Si sa renommée baisse à la fin du XIXe siècle, la IIIe République reprendra ce symbole en l’incluant dans un discours colonial, faisant de sa personne un « chantre du patriotisme français ». Comparé à Jugurtha ou Vercingétorix, Il se présenta ainsi comme l’ennemi héroïque vaincu mais justifiant et acceptant la conquête française.
Dans l’Algérie post-coloniale, Abdelkader va aussi connaître une réutilisation de son image. Alors qu'il est absent des premiers discours des Algériens luttant contre la colonisation (son lien avec la France l’ayant discrédité), il devient une figure nationale à partir de 1964 et sert à justifier l’abandon du système des tribus au bénéfice d’une unité centrale. François Pouillon remarque que dans un ouvrage publié en 1974 par le ministère de l’Information et de la Culture, aucune photographie n’est reproduite. Cela permet de ne conserver que l’image du résistant en omettant la possibilité de connivence avec la France. En effet, les photographies le montrent généralement portant sa Légion d’Honneur, ce qui ne correspond pas à la lecture nationaliste. De même, son appartenance au soufisme était cachée,.

### Portrait

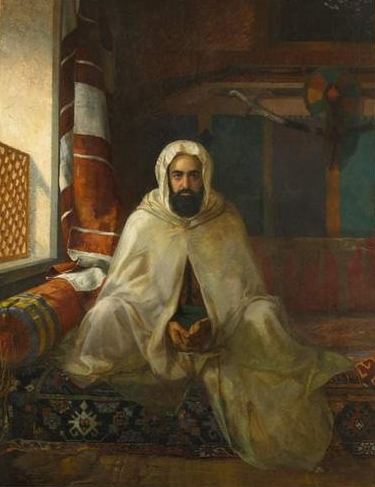
Portrait d'Abdelkader peint à Constantinople en 1866 par Stanisław Chlebowski. Huile sur toile, Musée Condé, Chantilly.

Dès les années 1836-1837, des représentations d’Abd el-Kader apparaissent dans des éditions françaises qui sont majoritairement fantaisistes, donnant un aspect rude au personnage. À partir de 1843, un souci d’exactitude dans la représentation apparaît.
Une médaille à l'effigie d'Abdelkader est gravée par Antoine Bovy en 1862. L'effigie du droit est inspirée du portrait peint par Ange Tissier en 1852. Elle porte l'inscription suivante au pourtour :

« Émir de l'Afrique du Nord. Défenseur de la nationalité Arabe. Protecteur des chrétiens opprimés * 1862 »

et dans le champ :

« Jugurtha moderne / Il a tenu en échec / L'une des plus puissantes nations / De la Terre / Pendant 14 ans son histoire / Est celle de nos revers et de nos succès / En Afrique / Il fait sa soumission le 23 décembre 1847 / Un décret magnanime de Napoléon III / Lui rend la liberté le 2 décembre 1852 / En 1860 il s'acquitte envers l'Empereur / En devenant la providence / Des chrétiens de Syrie / La France / Qu'il a combattue / L'aime et l'admire »

.
Un exemplaire de cette médaille est conservé au musée Carnavalet (ND 0144).
Au Mexique, une statue de l'émir Abdelkader est réalisée par l'architecte Luis Aguilar en mai 2008.
Un buste d'Abdelkader est inauguré au siège de la Croix-Rouge, à Genève, en 2013.

### Noms de lieux ou d'institutions

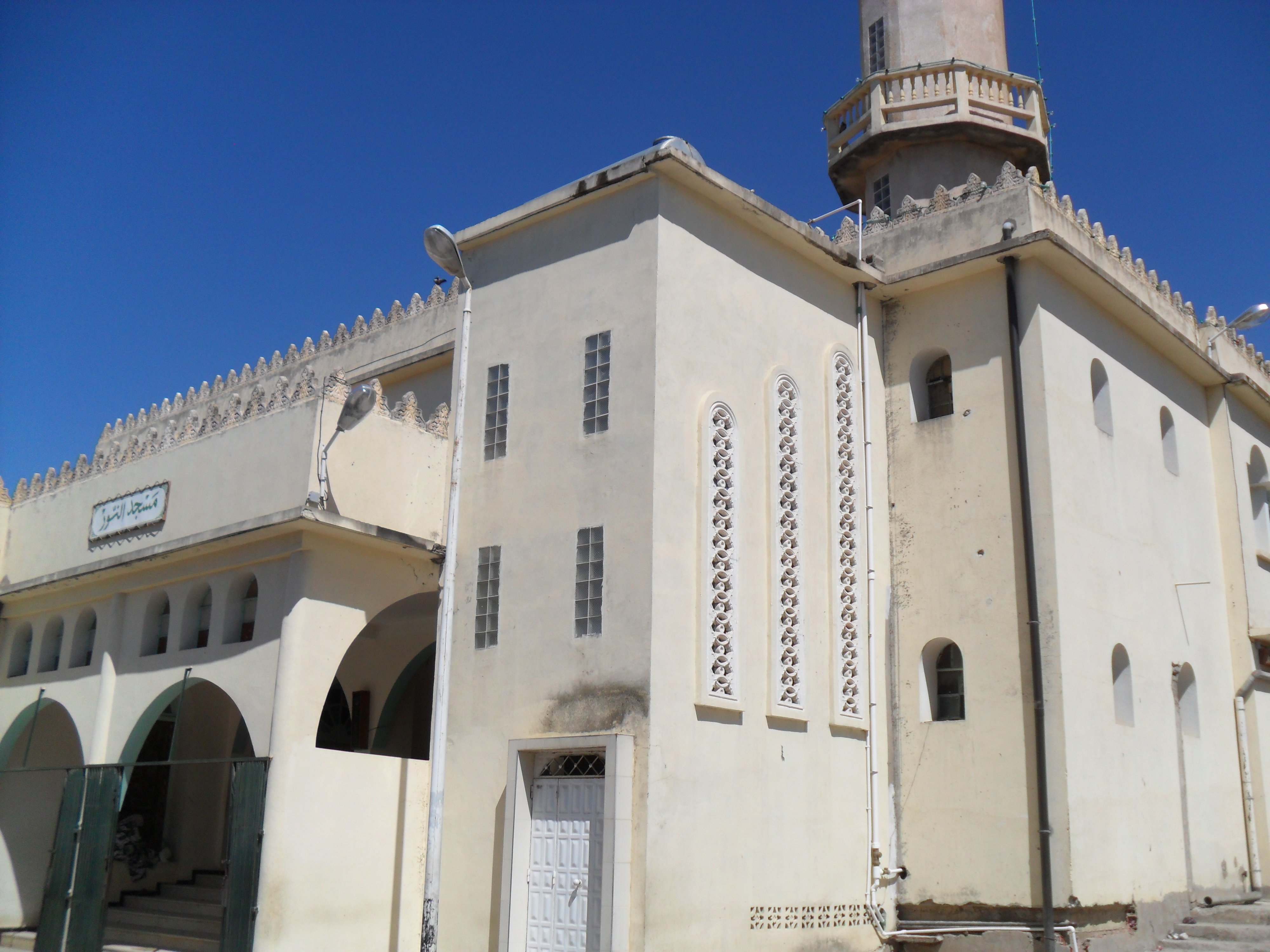
Mosquée An Nour, El Emir Abdelkader, Jijel.

En Algérie, le nom de l'émir Abdelkader est donné à une commune de la wilaya de Aïn Témouchent, et une dans la wilaya de Jijel, une université de Constantine (l'université des sciences islamiques Émir Abdelkader), la mosquée Émir Abdelkader, sa zaouïa, à El Guettana, dans la ville de Mascara, deux places portent le nom Émir-Abdelkader, et à Alger, la place de l'Émir-Abdelkader.
Au Maroc, à la gare de Meknès-Amir Abdelkader, à Meknès ainsi qu'à une rue de Casablanca et une avenue de Rabat.
En Tunisie, une rue Abdel Kader porte son nom à Sfax.

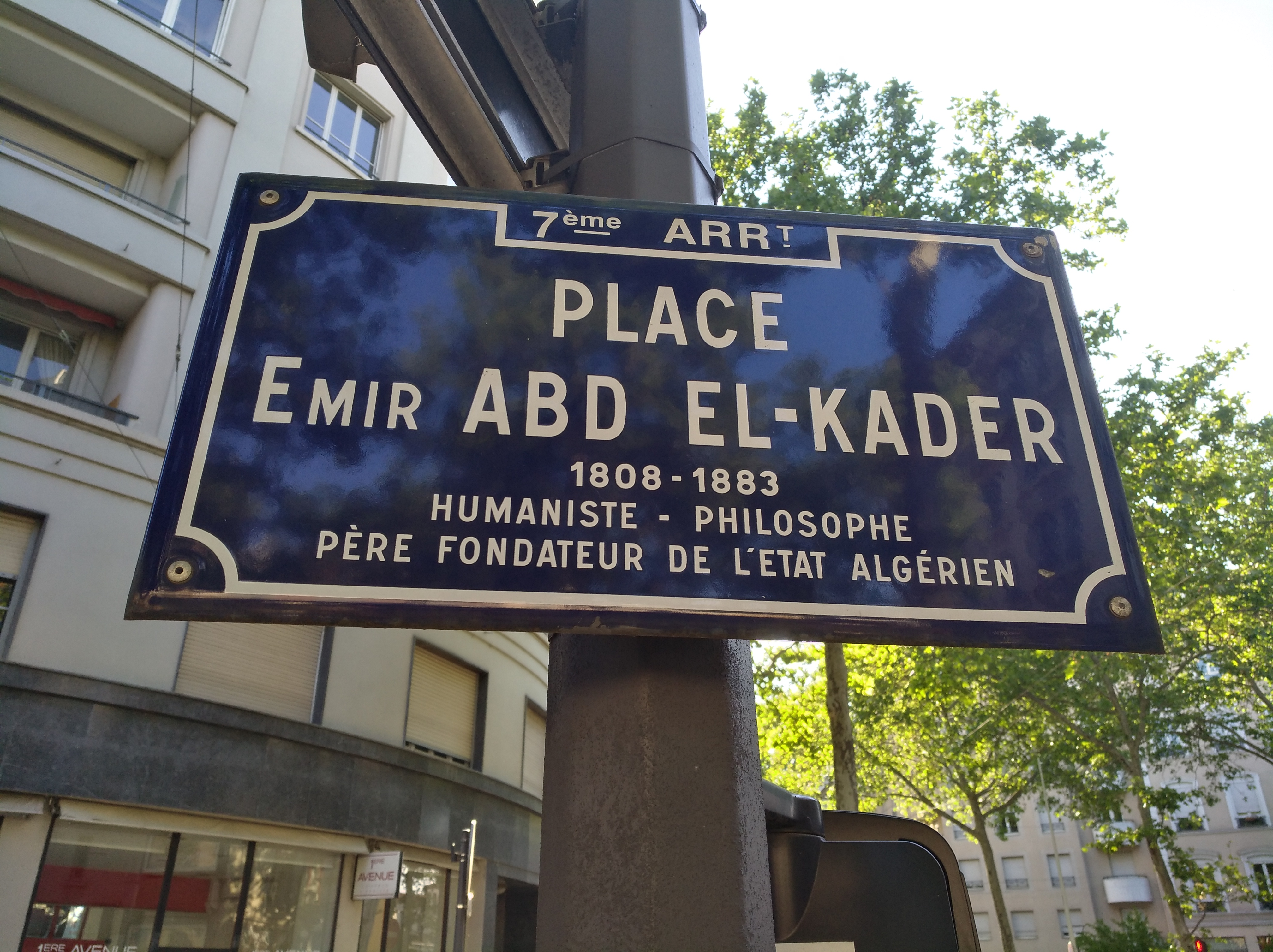
Place Émir-Abd-El-Kader à Lyon (France).

En France, une loge de la Grande Loge de France porte le titre distinctif « L'Émir Abd El Kader »,, un paquebot de la Compagnie générale transatlantique, ainsi qu'à Paris, une place de l'Émir-Abdelkader (5e arrondissement), aussi à Lyon (7e arrondissement), à Toulon, et à Amboise. Dans cette même ville, une sculpture de l'artiste Michel Audiard, le représentant, est inaugurée en février 2022.
La ville d'Elkader dans l'Iowa aux États-Unis porte le nom d'Abdelkader. Les fondateurs de la ville Timothy Davis, John Thompson et Chester Sage ont été impressionnés par son combat contre le pouvoir colonial français, et ont décidé de choisir son nom, pour le nom de leur nouvelle colonie en 1846.

### Mémoire

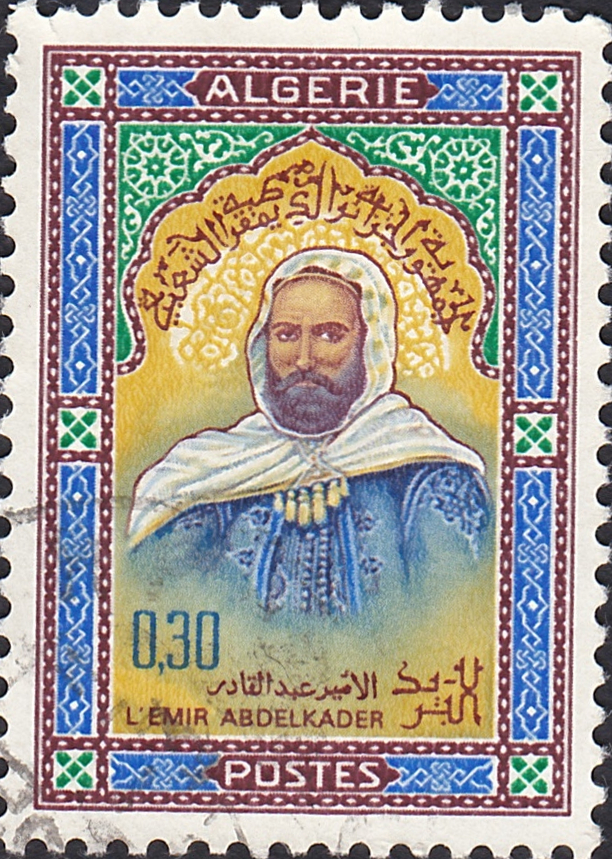
Timbre algérien de 1966 à l'effigie de l'émir.

L'émir est considéré par le FLN depuis 1962, comme le fondateur de l’État algérien moderne.
Une « Maison de l’émir » sera construite à Alger.
Un film : À la recherche de l'Émir Abd El-Kader est réalisé par Mohamed Latreche, en 2004.
En 2013, le cinéaste américain Oliver Stone annonce la production prochaine d'un film biographique intitulé The Emir Abd el-Kader, qui serait réalisé par Charles Burnett, cependant, le projet de réalisation est gelé en 2017
La bourse « Abdelkader » est une bourse post-doctorale de l'Institut des hautes études en culture de l'Université de Virginie.
L’Algérie demande à la France de restituer un sabre, un burnous et d’autres « biens symboliques » de l’émir conservés au château d’Amboise où il a été prisonnier. Cette restitution est présentée par l'Algérie comme une des conditions de la visite en France du président Abdelmadjid Tebboune.

## Descendance
Au début du XXe siècle, les fils d'Abdelkader exilés en Syrie étaient au nombre de neuf, les filles de cinq, mariées à des cousins. Son fils Hachem rentre en Algérie en 1892 et  meurt à Bou Saâda en 1900, laissant deux fils dont l’un, Khaled, qui jouera un rôle politique important en Algérie.
Des huit autres fils de l'émir, deux seulement demeurent sujets français, dont Omar Abdelkader ben Abdelmalek El-Djazairi qui sera pendu par les Turcs à Damas le 6 mai 1916, officiellement pour trahison envers l’islam de la Sublime Porte (en fait, il avait combattu la colonisation ottomane au Levant). Les autres fils prirent la nationalité turque. L’aîné Mohamed et son frère Mahieddine deviennent des sénateurs de l’Empire ottoman.
Son autre fils, Abdelmalek, a eu une carrière mouvementée ; il intègre l’armée ottomane, puis gagne Tanger en 1902. Il rejoint la rébellion de Bouamama en Algérie puis il devient inspecteur général de la police chérifienne à Tanger. Avant de rejoindre, en 1915, Raissouli, le chef rebelle, dans le Rif, au milieu des populations hostiles à la France.
Le sixième fils d’Abdelkader, Abdallah, est arrêté en 1909 pour complot contre la Constitution ; il échappe à la pendaison grâce à l’intervention de l’ambassade de France et retourne à Damas.
L'émir Ali, chef du clan ottoman de la famille est le seul à avoir eu un rôle politique de quelque importance en Syrie ; son influence est considérable à Damas et dans toute la Syrie. Il a épousé la sœur d'Ahmed Izzet Pacha. Il parvient à se rapprocher du gouvernement des Jeunes Turcs et devient Président du comité « Union et Progrès » de Damas. Quand les Italiens en 1911 entreprennent la conquête de la Tripolitaine, la Sublime Porte charge Ali Pacha d’organiser la résistance des tribus arabes. Ensuite, il devient député de Damas en 1913. Son fils Saïd alimente une campagne de presse dans le Raî el Aâm et le Mouhadjir contre la politique française en Afrique du Nord.
Après sa mort, ses descendants continuent de percevoir une pension du gouvernement français. En 1979, la Cour des comptes relève que ses descendants perçoivent encore cette rente (1,3 million de francs par an), qui a été supprimée depuis.
L'émir Khaled commence par une carrière de soldat dans l'armée française, puis entame une carrière politique et milite activement pour l'indépendance de son pays. L'émir Khaled est considéré comme le premier fondateur du nationalisme algérien.
Un des descendants d'Abdelkader est par ailleurs confronté à Lawrence d'Arabie au cours de la révolte arabe de 1916-1918.
Son petit-fils Muhammad Saïd al-Jazaïri sera gouverneur de Damas pendant la période de transition entre l'armée ottomane et l'entrée des forces arabes à la fin de la Première Guerre mondiale en 1918, chef de gouvernement avant l'entrée des forces britanniques à Damas, et l'un des fondateurs du bloc national contre le mandat français. En Palestine, il vend au double de leur prix de nombreuses propriétés au Fonds national juif.
Un de ses arrière-petits fils, Abderrazak Abdelkader (1914-1998), fils de Muhammad Saïd al-Jazaïri, un marxiste anti-nazi et résistant des FFL pendant la guerre, apporte son aide au Palmach en 1948, puis milite au FLN et au PC, et prenant fait et cause pour le sionisme perçu comme un socialisme démocratique porteur de germes de libération, et considérant que les Juifs sont un peuple qui a droit à un pays, il publie deux essais notables sur ce thème chez Maspero ; il épouse une juive israélienne, devient citoyen israélien en 1994 et sera enterré au kibboutz d’Afakim en Israël,,. Ses frères ont fait Saint-Cyr et sont devenus officiers supérieurs dans l’Armée française ; l'un d’eux est tué en Indochine.

## Œuvre écrite

### Éditions en arabe
- Dhikrâ el-âqiI, Alger, Rahma.
- EI-miqràdh eI-hâdd, Alger, Rahma[83].

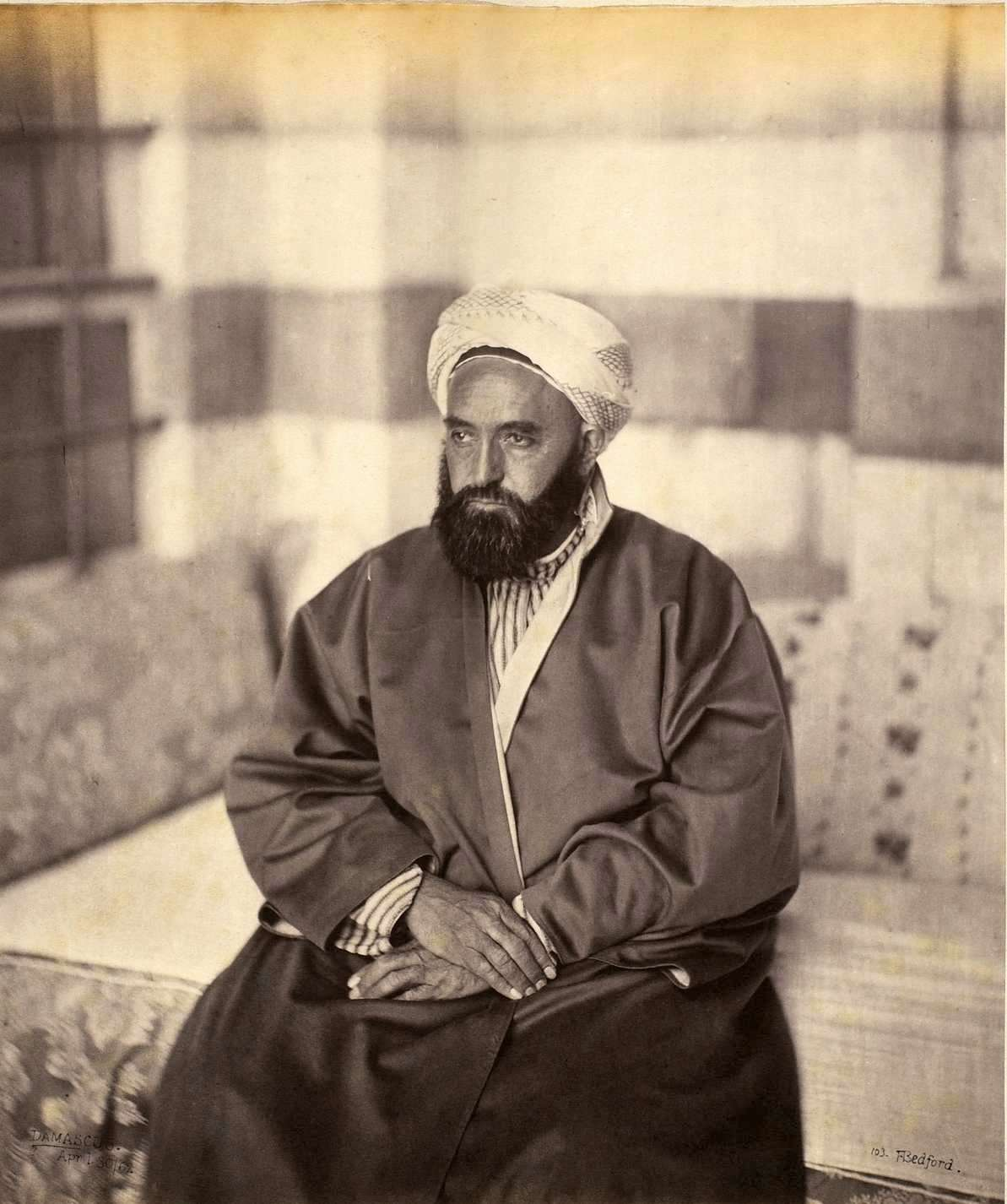
Abdelkader à Damas, vers 1862.

- EI-Sayra eI-dhàtiyya (autobiographie), Alger, Dar-al-Umma.
- EI-mawâqif (médiations mystiques), Damas et Alger, ENAG, 1996, 3 volumes.
- Chiʻr al-Chaykh al-Ḥādj ʻAbd al-Qādir wa ḥukm charʻī li-al-ʻAskar al-Muḥammadī, textes publiés par le capitaine Boissonnet, Paris/Alger, Hashit, 1848 (poèmes et textes d'Abdelkader, en arabe ; introduction en français[84]).

La correspondance d'Abdelkader n'a pas été éditée, selon El Mouradia.

### Traductions en français
- Le livre d'Abd-el-Kader intitulé : Rappel à l'intelligent, avis à l'indifférent : Considérations philosophiques, religieuses, historiques, etc. : traduites avec l’autorisation de l’auteur sur le manuscrit original de la Bibliothèque impériale (trad. Gustave Dugat), Paris, Librairie de l'Institut, 1858 (lire en ligne)
- Lettre aux Français : notes brèves destinées à ceux qui comprennent, pour attirer l'attention sur des problèmes essentiels (trad. de l'arabe, avant-propos Antoine Sfeir, introduction et traduction René R. Khawam), Paris, Phébus, coll. « Libretto », 2007 (1re éd. 1977), 212 p. (ISBN 978-2-7529-0302-0) — nouvelle traduction de Rappel à l'intelligent (1858) ; 1ère ed. 1977  (ISBN 2-85940-007-9).
- Écrits spirituels (présentation et traduction Michel Chodkiewicz), Seuil, 1982 (ISBN 2-02-006053-1, présentation en ligne) — Trente-neuf textes extraits du Livre des Haltes, le quarantième est un poème[85].
- Poèmes métaphysiques (trad. Charles-André Gilis), Éd. de l'Œuvre, coll. « Sagesse islamique », 1983 (ISBN 2-904011-04-8)
- (fr + ar) L'émir Abdelkader : autobiographie écrite en prison (France) en 1849 (trad. Hacène Benmansour), Paris, Dialogues, 1995, 180 p. (ISBN 2-911061-01-2) — traduction et fac similé de l’introduction et des chapitres 1 et 4 du manuscrit de Jacques Chevallier.
- Le Livre des haltes (présenté, traduit et annoté par Michel Lagarde), Brill, 2000-2002, 656 p., 3 vol. (ISBN 978-90-04-11568-2, lire en ligne) — vol. I DOI 10.1163/9789004453029, vol. II DOI 10.1163/9789004453227, vol. III DOI 10.1163/9789004453555. Les dix-neuf poèmes introductifs ne sont pas inclus dans cette traduction (voir la trad. de Gilis, 1983).
- Le Livre des Haltes (trad. Abd Allāh Penot, préf. Bruno Étienne, glossaires et notices de Jean Annestay), Entrelacs, coll. « Hikma », 2019 (1re éd. 2008) (ISBN 979-10-90174-56-6) — 2008, Dervy  (ISBN 978-2-84454-543-5); 1ere ed. 1996, Alif  (ISBN 2-908087-10-3) trad. sous le pseudonyme de Khûrshîd.